# Finn Salomonsen
Finn Salomonsen (* 31. Januar 1909 in Kopenhagen; † 23. April 1983) war ein dänischer Ornithologe. Er ist am bekanntesten für seine Arbeiten zu der Avifauna Grönlands. 

## Leben
Finn Salomonsen begann sich im Alter von 16 Jahren für Grönland zu interessieren, nachdem er die Gelegenheit gehabt hatte, den dünn besiedelten Kolonialdistrikt Upernavik an der Westküste Grönlands zu besuchen. Er studierte Zoologie, schloss sein Studium 1932 ab und wurde dann Assistent in der Verwaltung dänischer Naturschutzgebiete. 1939 schloss er seine Promotion ab. Sein Forschungsschwerpunkt waren der Vogelzug und die Vogelmauser. 
Als Angehöriger des jüdischen Glaubens musste er während der Zeit des Zweiten Weltkriegs nach Schweden fliehen. 1943 wurde er Hilfskurator am Zoologischen Museum Kopenhagen. 1952 wurde er zum wissenschaftlichen Mitarbeiter der Universität Kopenhagen und lehrte dort ab 1960 Ornithologie.

## Werk
Salomonsen ist Autor oder Mitautor von 19 wissenschaftlichen Werken. Neben seiner Forschungstätigkeit zur Avifauna Grönlands und der Arktik war er 1951/1952 Mitglied einer Forschungsexpedition auf die Philippinen und 1962 auf den Bismarck-Archipel und Neuguinea. Von 1942 bis 1961 war er an den Publikationen der dänischen Fachzeitschrift Dansk Ornithologisk Forenings Tidsskrift beteiligt.

## Trivia
Finn Salomonsen ist Vater der dänischen Rocksängerin Sanne Salomonsen, die 1955 zur Welt kam.

## Dedikationsnamen
Kenneth Carroll Parkes beschrieb 1962 eine Unterart des Zwergmistelfressers (Dicaeum pygmaeum salomonseni) zu seinen Ehren. Die von Phillip Alexander Clancey beschriebene Unterart der Baumpieper (Anthus trivialis salomonseni) gilt heute als Synonym zur Nominatform.

## Veröffentlichungen (Auswahl)
- Miscellaneous notes on Philippine birds. In: Videnskabelige meddelelser fra Dansk naturhistorisk forening i Kjøbenhavn. Band 115, 1951, S. 205–281.
- The Arctic Year. G.P. Putnam’s Sons, New York, Copyright 1958. (Peter Freuchen and Finn Salomonsen)
- Preliminary description of New Honey-Eaters (Aves, Meliphagidae). In: Brevoria. Nr. 254, 4. November 1966, S. 1–12 (englisch, biodiversitylibrary.org).

## Einzelbelege
1. ↑  Frederick Graham Cooch: In Memoriam: Finn Salomonsen, 1909-1983. In: The Auk. Band 103, Nr. 4, 1986, S. 811 (sora.unm.edu [PDF; 58 kB]).
2. ↑  Kenneth Carroll Parkes: New subspecies of birds from Luzon, Philippines. In: Postilla Yale Peabody Museum of Natural History. Nr. 67, 1962, S. 1–8 (biodiversitylibrary.org).
3. ↑  Phillip Alexander Clancey: On Anthus trivialis (L.) in the Western Palearctic. In: Dansk Ornithologisk Forenimgs Tidsskrift. Band 44, 1950, S. 41–44.

| Personendaten    | Personendaten         |
| ---------------- | --------------------- |
| NAME             | Salomonsen, Finn      |
| KURZBESCHREIBUNG | dänischer Ornithologe |
| GEBURTSDATUM     | 31. Januar 1909       |
| GEBURTSORT       | Kopenhagen            |
| STERBEDATUM      | 23. April 1983        |